# Controversia sobre el uso de Telegram en grupos extremistas

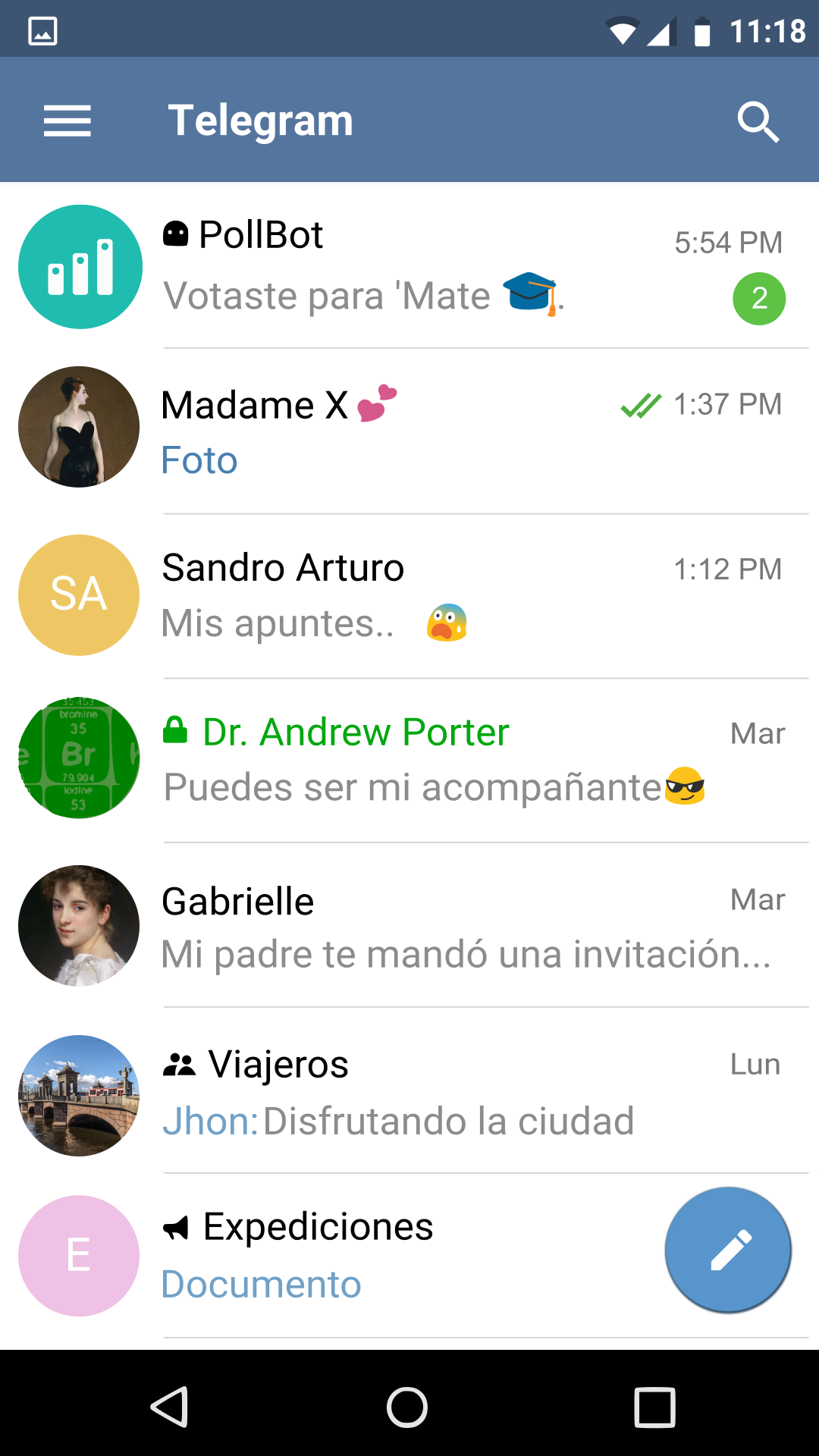
Captura de pantalla de Telegram.

Telegram, aplicación creada por los hermanos Pável y Nikolái Durov, destacó en los medios de comunicación por la adopción de grupos extremistas que incitan la violencia. Si bien la aplicación es usado por activistas, la controversia acerca de la difusión de contenido violento en Telegram surgió con lema de la seguridad y privacidad que aplica el servicio de mensajería y la migración de otros servicios de red social.
Uno de los más conocidos es la organización Estado Islámico. Este tomó relevancia en 2015, entre ellos los atentados de París y la creación del primer canal público Nashir. Los medios encontraron evidencias usando la aplicación multiplataforma, resaltando los chats secretos y canales, y despertó malestar de políticos. Debido al incidente el equipo de desarrolladores tomaron acciones para impedir la difusión de contenido público de índole violento incluido la actualización de los términos de uso y la cooperación con la Interpol.
Además de la mencionada organización, en 2019 colectivos de extrema derecha adoptaron el uso de la aplicación para otras formas de violencia. Según Institute for Strategic Dialogue en julio de 2020, existen más de 200 canales relacionados con ideas de fascismo en Estados Unidos.

## Uso del Estado Islámico
En 2015, tras los bloqueos de difusión en su antiguas plataformas Twitter y Facebook, el Estado Islámico migró a Telegram. Para su difusión se adoptaron los bots y posteriormente los canales. Ahmet S. Yayla, experto en temas de contraterrorismo de la Universidad George Mason, señala que la posibilidad de comprar tarjetas SIM y el cifrado de los mensajes dificultan el rastro de conocer el autor de la difusión de contenido terrorista en Telegram.
Estas características se emplearon para la atribución de actividades de la organización sin riesgo de revelar datos privados. Entre ellos destacan los atentados del vuelo de Kogalymavia, el centro de París, Bruselas y Estambul. También publican noticias de su líderes. Un estudio del Programa sobre Extremismo de la universidad George Washington reveló que el idioma principal es el inglés y se planificaron otros actos posteriores en España.
La BBC, el MEMRI y el Washington Post consideran a Nashir uno de los primeros canales públicos en ser masificados. El medio, similar a Amaq, lleva la mayor cantidad de suscriptores (4.500 en dos semanas y 10.000 al mes), y la más traducida (ocho idiomas en octubre de 2015). La funcionalidad de los canales facilita la difusión de contenido sin descubrir al autor del medio. Desde mediados de 2017 se crearon grupos privados relacionados al canal para incrementar la interacción entre los militantes.
En 2019 una publicación de Carlos Seisdedos para El Mundo indica que se contabilizaron 1.622 canales en el primer semestre de 2019, alcanzando a un público principal de 3 millones.

### Efecto global
El efecto de utilización parcial o total varió en diferentes ramas fuera de su región de origen, Irak y Siria. En Francia, desde su atentado en París y la recomendación de usar Telegram públicamente, las autoridades realizaron investigaciones para localizar a sospechosos, quienes realizan coordinaciones con la aplicación de mensajería.
La policía logró localizar a cómplices al este de Europa. En 2016 se localizó a los cómplices de Anis Amri, responsable del atentado en Berlín, que vivía en Turquía al admitir que su sobrino uso la aplicación. En abril de 2017 el Servicio Federal de Seguridad reportó en un comunicado de prensa que algunos integrantes de la organización usaron Telegram para el atentado en San Petersburgo. En una publicación del The New York Times reporta que arrestaron a dos involucrados que planearon realizar en la principal catedral.
En Australia sentenciaron a un inglés quien fue coordinador del atentado en octubre de 2015. Días antes del día festivo multinacional se organizaron mediante la característica principal de Telegram, los chats secretos. En ese entonces, EI siguió aprovechando los chats secretos y buscó inspiración para desarrollar su propia aplicación de mensajería según un reporte de enero de 2016.
En otra parte, la investigadora Mia Bloom señaló que la red sucesora del Estado Islámico creada en 2019, Furqan, usa la plataforma para la difusión de propaganda específicamente las regiones de África subsahariana e Indo-Pacífico. Previamente, en 2015 militares adoptaron Telegram para coordinar actividades con Arif Hidayatullah y una rama del EI en Indonesia. En mayo de 2017 la Agencia Nacional de Inteligencia (NIA) arrestó una mujer alemana que creó una red para reclutar nuevos militantes a habitantes de la India.

### Reacción internacional
La relación con material terrorista por EI generó popular al ser difundidos por varios medios. Entre ellos las estadounidenses NBC, CBS y CNN. También se mencionan como nexo directo en los portales web de El Universal, Euronews, Europa Press, el Canberra Times, y la agencia de noticias AFP. Portales como VentureBeat y Vox llevan en su titulares como «la aplicación de mensajería preferida de ISIS». A partir de entonces se generó debates sobre la restricción de servicios de alta privacidad a todo tipo de público.
La primera ministra de Reino Unido Theresa May tildó en 2018 a Telegram como la plataforma principal del Estado Islámico.
En noviembre de 2015 Anonymous anunció su interés en la erradicar la red terrorista. Algunos de ellos realizan infiltraciones en grupo de forma extraoficial y otros comparten noticias falsas bajo el nombre Daeshgram.

#### Bloqueo de Telegram en Rusia
El Servicio Federal de Seguridad consideró bloquear a Telegram en Rusia en caso de mantener la difusión de cualquier atentado. Más adelante, en abril de 2018, un juicio falló a favor de la FSB para bloquear su acceso a nivel nacional.

## Respuestas del equipo de Telegram

### Comentarios por el equipo de Telegram tras el atentado terrorista
En una sesión de prensa en septiembre de 2015, Pável Dúrov vaticinó la acogida de grupos terroristas como el EI. En la convención de TechCrunch Disrupt, en Estados Unidos, respondió que «hay una guerra [...], el Estado Islámico siempre encontrará una manera de comunicarse entre ellos. Si algún medio de comunicación no les resulta seguro, lo cambian por otro».
Según un reporte del portal ruso TJournal, tras el control de canales, existieron rumores sobre el ofrecimiento de elaborar puertas traseras Telegram por para ese fin. En una entrevista para la CNN Dúrov niega esa posibilidad. Él explica que al ceder la información al gobierno «nuestros datos privados se pondrían en riesgo» y que, «en teoría, los criminales y terroristas [aprovecharían] también». En marzo de 2017 Markus Ra, encargado de relaciones públicas de Telegram Messenger, aclara que el eliminado de Telegram no es la solución debido a que crearan otras formas de comunicarse.

### Cierre de material público que incite a la violencia

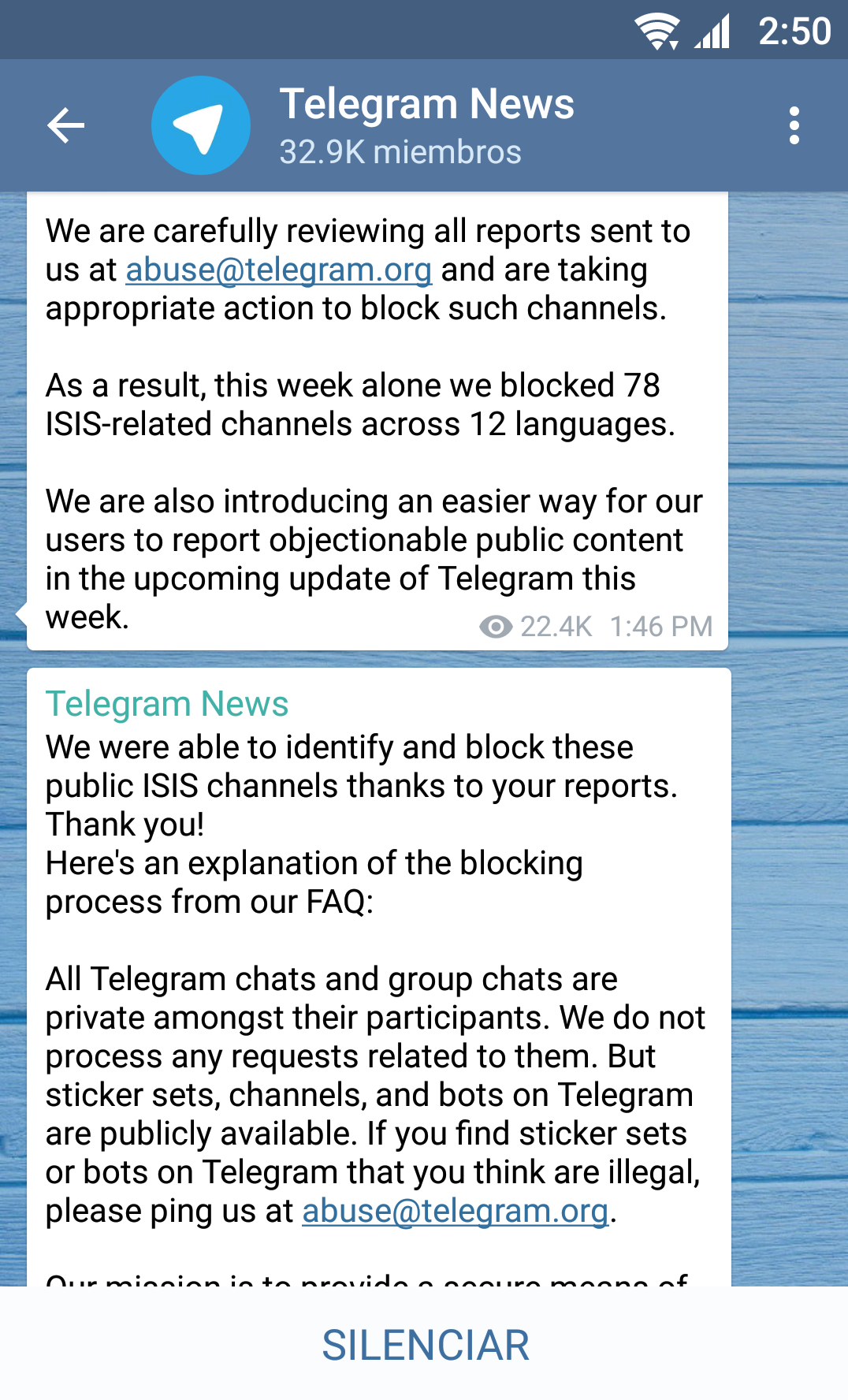
Publicación del canal "Telegram News".

El 18 de noviembre de 2015, casi una semana después del atentado en París, Dúrov anunció la atención de denuncias vía correo electrónico y mediante la opción "Reportar", este último enviará una copia los mensajes que el denunciante recibió al equipo de moderación. Sin embargo, sobre el uso razonable de los reportes él aclaró que «no vamos a bloquear a cualquier persona que exprese pacíficamente sus opiniones». En el mismo día el canal oficial Telegram News anunció que eliminarán 78 canales públicos que difundían contenido terrorista en 12 idiomas. La cantidad de contenidos retirados llegó a 164 canales medio día después y a 660 en enero de 2016. Como resultado de la expulsión de contenido inapropiado, en diciembre de 2016 el equipo anunció el canal Isis Watch (@isiswatch) como medida de transparencia. En ese mes fueron retirados 2118 canales, bots y grupos por temática terrorista.
En 2017 Pável Dúrov se comprometió a crear un equipo de moderadores tras una visita con las autoridades de Indonesia. Desde inicios de 2018 Telegram colaboró con la Interpol para impedir cualquier apología de la violencia. Con ese compromiso, según Cadena Ser, en 2019 se realizaron macrooperaciones en que clausuraron 30.000 salas de conversación. En India agencias de seguridad indicaron para The Jakarta Times que se infiltraron 12 grupos de Telegram reportados por el equipo.
En enero de 2020 los moderadores eliminaron un artículo propagandístico para la plataforma relacionada Telegra.ph, que se destaca por publicar contenido sin necesidad de crear una cuenta.

### Citaciones judiciales de promotores extremistas
En una actualización de la política de privacidad de agosto de 2018 expresa que «si Telegram recibe una decisión judicial que confirme que usted es sospechoso de terrorismo, entonces podemos hacer pública [a las autoridades correspondientes] su dirección IP y su número de teléfono». Estos únicos datos son provenientes de las sesiones que inició. En caso de que ocurra, se anunciará en un informe en el canal Transparency. La actualización es una iniciativa al reciente Reglamento General de Protección de Datos, negando alguna petición de las agencias de policía.
Sin embargo, la medida de Telegram no resulta adecuada para identificar responsables por actos ilegales. Dúrov aclaró en una publicación recogida por The Village que no entregará las conversaciones de los involucrados en la citación. Antonio Bueno, de la Universidad de Gerona, para La Vanguardia señala que la identificación real de los usuarios se necesita la cooperación de las operadores al llevar como titulares a terceros en las tarjetas prepago. En cuando a la dirección IP los usuarios recurren a la red Tor. A 2019 no se mencionaron información cedida por autoridades judiciales; uno de las solicitudes aún no concedidas proviene de la NIA de la India.

## Casos relacionados con grupos promotores de violencia

### Canal Amadnews
En diciembre de 2017, durante las protestas, los manifestantes acusaron a Telegram por eliminar a solicitud del Gobierno el canal Amad News, que alcanzó el millón de suscriptores. Horas después, anunciaron que el motivo fue por "incentivar la violencia" que está señalado en los términos de servicio; el resto de canales no fueron suspendidos. Tiempo después, los administradores del canal se disculparon por ese incidente. Su principal administrador Ruhollah Zam, fue condenado a muerte por traición a la Tierra en julio de 2020.

### Grupos de derecha alternativa y extrema derecha
Un reporte de BKA señala que en Alemania se localizó los mensajes del colectivo radical Oldschool Society en grupos como evidencia en una sentencia por seguridad nacional. Se estima que la orden judicial calificó de "sospechosos" a 11 cuentas en 2015 y 32 en 2016. También ocurrió con Uniter en 2018, al operar lecciones a la policía nacional según el medio ARD. Según DW el interés de este bando a la aplicación se mantuvo gracias a la difusión del canal del cocinero Attila Hildman en 2020. En julio de 2020 el medio Der Spiegel señaló que existe un canal alemán con 120 mil suscriptores y en el portal Jugendschutz se recogieron más de 200 solicitudes para retirar dicho contenido ofensivo. Para noviembre de 2020 estudiantes de la Universidad de Greifswald contabilizaron 633 canales y 280 grupos con temas relacionados al extremismo y otras actividades ilegales, la Agencia Estatal de Medios en Renania del Norte-Westfalia planteó tomar acciones contra este tipo de contenido.
A mediados de 2019 grupos de ideología de derecha alternativa en otros países como Estados Unidos, Italia y Reino Unido adoptaron a Telegram para realizar comunicaciones contra la censura. Esto coincide con la censura de otras redes sociales por considerarlo violento o desinformativo, como ocurrió en Facebook; Slate reportó en septiembre que activistas como Alex Jones, Milo Yiannopoulos y Laura Loomer migraron su contenido a canales de Telegram. Sin embargo, los grupos de posiciones más radicales aprovecharon la migración para propagar apología del terrorismo. En 2021 la senadora republicana Wendy Rogers, aliada de Donald Trump y también afectada por la censura, anunció su perfil para el servicio de mensajería por Twitter, que alcanzó los 144 mil suscriptores en abril de 2022.
En septiembre de 2019 DailyDot consiguió una fuente anónima que recopilaba 367 canales de Telegram relacionadas con neonazismo. En ese mes un experto de Counter Extremism Project encontró 65 canales creados por exintegrantes de 8chan. Estos canales intensificaron la difusión de material antisemita, algunos relacionados con el tiroteo en la ciudad alemana de Halle.
TIME estima que hay entre 2700 y 6000 integrantes relacionados con la supremacía blanca en los Estados Unidos a marzo de 2020, que se incrementó a principios de este año. En enero de 2020 Apple consiguió impedir el acceso a 20 canales difusores de violencia en el cliente para iOS. En febrero de 2020 Departamento de Seguridad Nacional reveló que dentro de la aplicación de mensajería también se desarrollaron coordinaciones de armas biológicas. En julio de 2020 el medio de investigación británico Institute for Strategic Dialogue compartió que existen más de 300 canales relacionados con movimientos del fascismo. Un vocero de Telegram confirmó a CNN que existen varios movimientos que usan el servicio, incluido a su contraparte Black Lives Matter. En septiembre de 2020 la adopción se notabilizó con el grupo que apoya a Trump Proud Boys, cuyo canal alcanzó los 5000 integrantes.
Tras su nuevo auge de nuevas altas, el 13 de enero de 2021 los moderadores eliminaron al menos 15 canales y grupos públicos afiliadas al supremacismo por promoción a la violencia, con miles de usuarios suscritos en total. Sin embargo, una ONG demandó a Apple para retirar a Telegram de su tienda de aplicaciones por violar las leyes federales contra la difusión de violencia. Días después, el 26 de enero, un estadounidense realizó la misma solicitud a Alphabet para retirarla de la Play Store por «facilitar la violencia, el extremismo y el antisemitismo».

### Otros casos
El 12 de mayo de 2021 Pável Dúrov confirmó que bloquearon al canal del perpretador de la masacre del Gymnasium de Kazán una hora después del suceso. El fundador señaló que el mensaje se publicó 20 minutos antes de entrar al instituto y reconoció a la sociedad rusa que no pueden predecir las acciones de personas "mentalmente inestables" no ligados a organizaciones extremistas. El 16 de mayo de 2021 los moderadores bloquearon el canal de las brigadas de Ezzeldin Al-Qassam, rama principal de Hamás, por promoción de la violencia.
En enero de 2025, se informó de la presencia del Colectivo Terrorgram, que opera como una red de canales de Telegram administrados por un brasileño al que la justicia estadounidense acusa de ser «terrorista». La red buscaba legitimar la idea de que el colapso social es esencial para alcanzar el orden racial o ideológico deseado y compartía material para fabricar armas caseras que habrían sido clave en la comisión de varios atentados.